# (4199) Andreev
(4199) Andreev es un asteroide que forma parte del cinturón de asteroides y fue descubierto por Henri Debehogne desde el Observatorio de La Silla, Chile, el 1 de septiembre de 1983.

## Designación y nombre
Andreev recibió al principio la designación de 1983 RX2.
Posteriormente, en 1993, se nombró en honor del astrónomo ruso Guennadi Andreev.

## Características orbitales
Andreev orbita a una distancia media de 2,457 ua del Sol, pudiendo acercarse hasta 2,127 ua y alejarse hasta 2,786 ua. Su inclinación orbital es 6,116 grados y la excentricidad 0,1342. Emplea 1407 días en completar una órbita alrededor del Sol.

## Características físicas
La magnitud absoluta de Andreev es 13.